# Ortalis garrula
Ortalis garrula là một loài chim trong họ Cracidae.